# Francis Bardot
Pour les articles homonymes, voir Bardot.
Francis Bardot est un ténor et chef de chœur français né le 29 avril 1946.

## Biographie
Francis Bardot chante dès l’âge de 8 ans avec Philippe Debat, élève et ami du Maître de l’Escolania de Montserrat, Dom Ireneu Segarra, et futur maître de chapelle de la cathédrale de Monaco. Cette « filiation musicale » sera déterminante dans toute sa carrière. 

Élève à Sainte-Croix de Neuilly, ténor soliste d’oratorio à 18 ans, il a donné 2 000 concerts en France et dans le monde, avec des partenaires de qualité comme Ernst Haefliger, Roger Soyer, Rita Streich ou Barbara Schlick, et a réalisé une vingtaine d’enregistrements, notamment chez RCA et Deutsche Grammophon.
Passionné de la culture classique qu’il enseigna (latin, grec, français et philosophie), il devient à 24 ans professeur à l’Institut supérieur de pédagogie de l’Institut catholique de Paris et crée sa première maîtrise d'enfants. Il se consacre alors à la direction de chœurs et d’orchestre et fonde, entre autres, les Petits Chanteurs de la Résurrection en 1973, choristes de l’école Saint Joseph d’Asnières-sur-Seine, les Petits Chanteurs du Monde avec l’UNESCO et l’Unicef.
Directeur des Chœurs d’enfants à l’Opéra de Paris pendant 23 ans, il développe la technique vocale destinée aux enfants et donne des master classes sur ce thème à l’Université de Los Angeles et au Conservatoire National de Pékin.
Il quitte la direction des chœurs d’enfants de l’Opéra de Paris, lassé de 252 représentations de Carmen en 23 ans. 
Il est intéressant de noter qu’il dirigea un chœur d’enfants durant le défilé du 14 juillet 1989, bicentenaire de Prise de la Bastille, pour chanter entre autres, la Marseillaise.
De nombreux enregistrements témoignent de cette période d’étroite collaboration avec les grands chefs du moment.
Il arrive en 2003 à la direction du Conservatoire Maurice Ravel de Levallois-Perret succéder au professeur et chef d'orchestre Michel Rothenbühler, au moment où un nouveau Conservatoire commence à s'ériger dans la ville, doté d'une salle de concert de 450 places, et qui sera inauguré en 2008.
Directeur honoraire des affaires culturelles et du Conservatoire Maurice Ravel de Levallois, il se consacre désormais aux 350 choristes, enfants, étudiants et adultes amateurs ou professionnels des formations qu’il a créées : Chœur d'enfants d'Île-de-France, Jeune Chœur d'Île-de-France, Ensemble Vocal d’Île-de-France et Chœur Symphonique d'Île- de-France.
Francis Bardot est chevalier dans l'ordre de la Légion d'honneur par décret du 25 mars 2005.
Membre de Grande Loge nationale française, il est vénérable de la loge Villard de Honnecourt de 2002 à 2004 .